# Salon

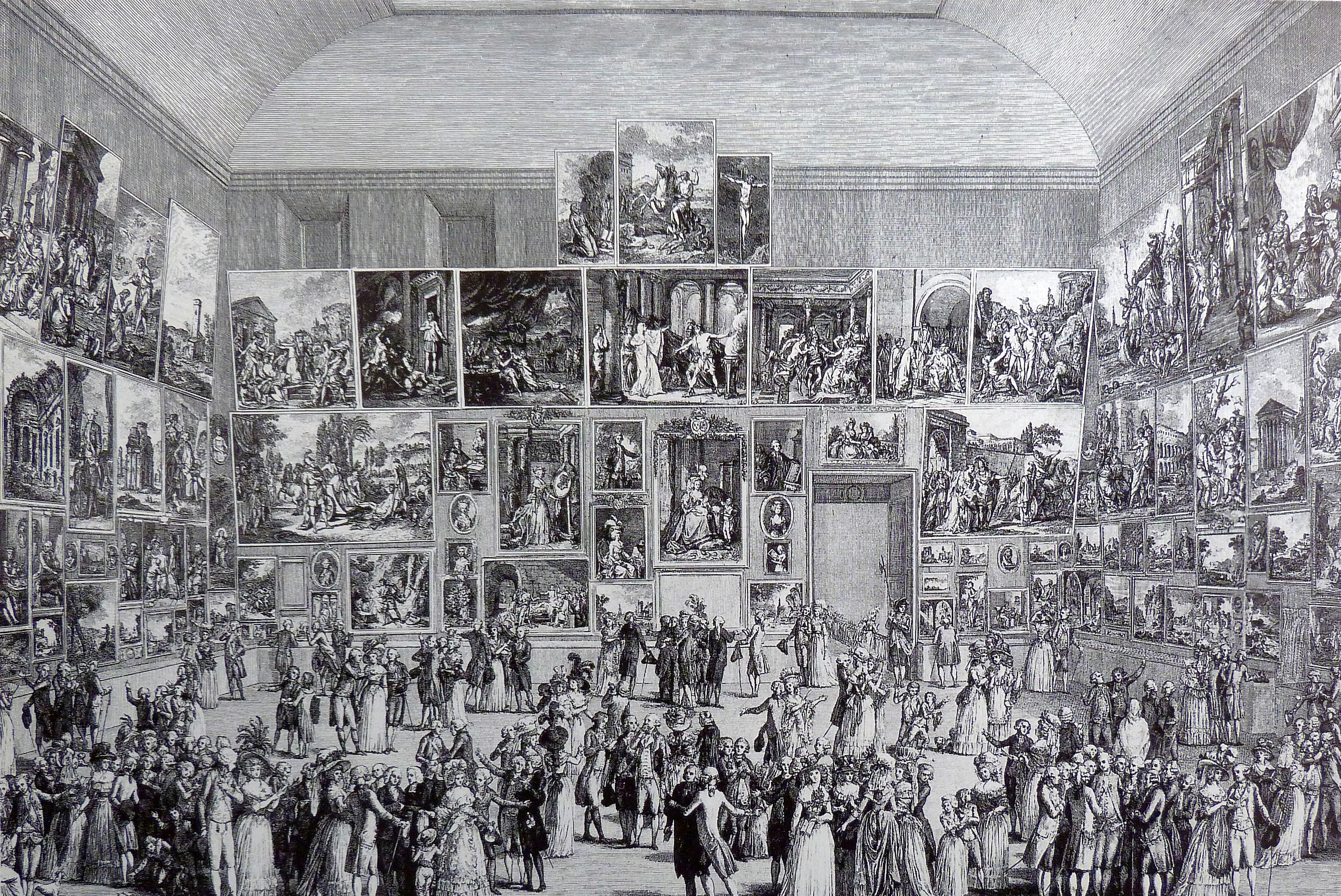
A Salon 1787-ben

A párizsi Salon, vagy magyarosan Szalon a kortárs festőművészek munkáit bemutató kiállítás. Franciaországban jött létre a 17. század közepe táján, a Francia Akadémia hivatalos kiállító intézményeként. A 18-19. században, de még a 20. században, sőt ma is a kortárs festőművészek alkotásainak értékelésében nagy szerepe van a párizsi hivatalos művészeti kiállításoknak.
Már a 17. századot megelőzően is egyes francia és olasz festőművészek közszemlére tették ki műveiket, de az első igazi művészeti kiállítást 1648-ban rendezte Párizsban a festők egy kis csoportja. Ezzel a cselekedetükkel ellentétbe kerültek a céhszervezettel, konszolidált éves kiállításokat majd csak néhány év múlva rendezhettek, amikor a Salon a Francia Akadémia irányítása alá került. A 18. század elejétől a Louvre-ban rendezték a kiállításokat. 1793 óta oszt a zsüri díjakat.
A szervezet több ízben változott. Szakadás 1889-ben következett be, ekkor a Société Nationale des Beaux-Arts a Palais des Beaux-Arts-ban (Champ de Mars) állított ki, a hivatalos Salon 1849-ben a Tuileriákba költözött, majd 1856-tól a Palais de l'Industrie-ben (Champs Elysées) rendezett kiállításokat.
Az 1870-es évek táján a festőművészek számára a Salon volt az ismertség kritériumát biztosító fórum, akik az akadémiai juttatások híján a piacról kényszerültek megélni. Munkácsy Mihály nagy sikert aratott  a Salonban 1869-ben Siralomház, 1876-ban pedig a Műterem című festményével. Paál László szintén kiállított a Salonon 1876-ban és 1878-ban.

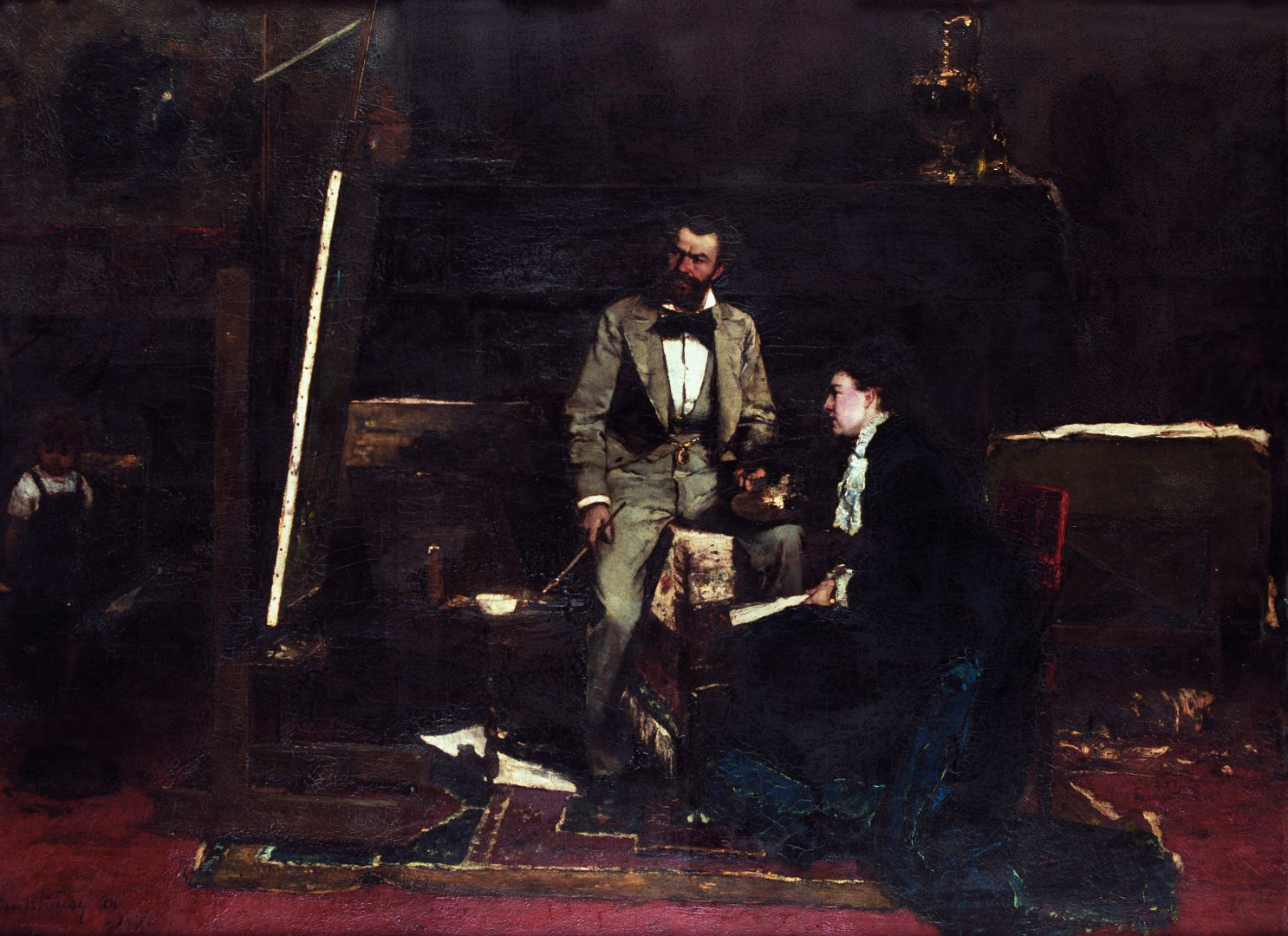
Munkácsy Mihály: Műteremben (1876)
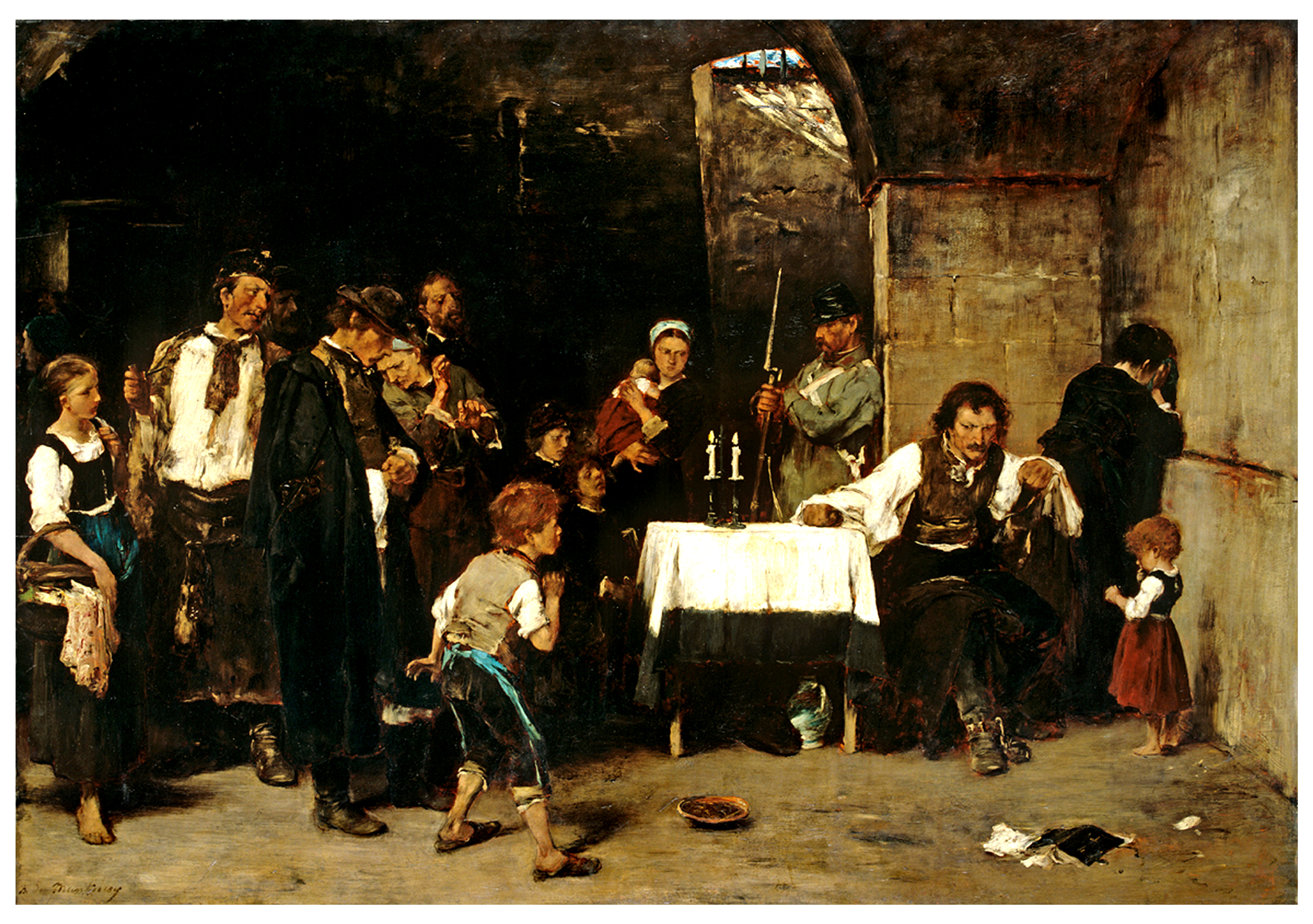
Munkácsy Mihály: Siralomház (1896)
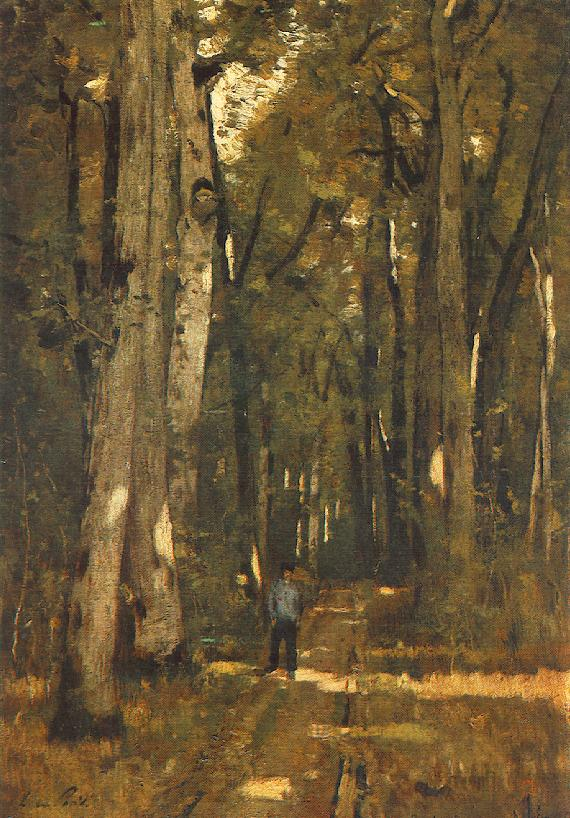
Paál László: Út a fontainbleau-i erdőben (1877)
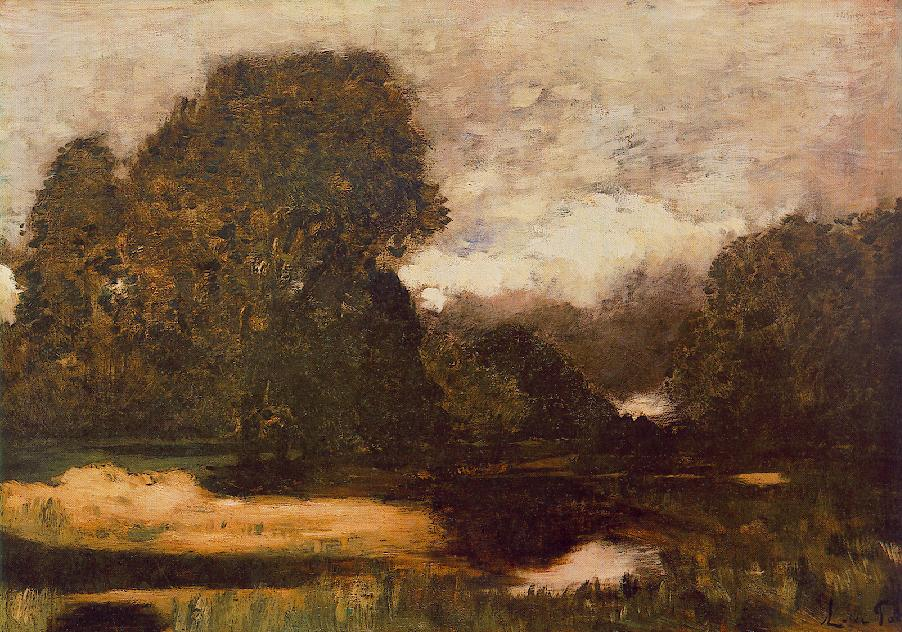
Paál László: A békák mocsara: fontainbleau-i erdő (1875)

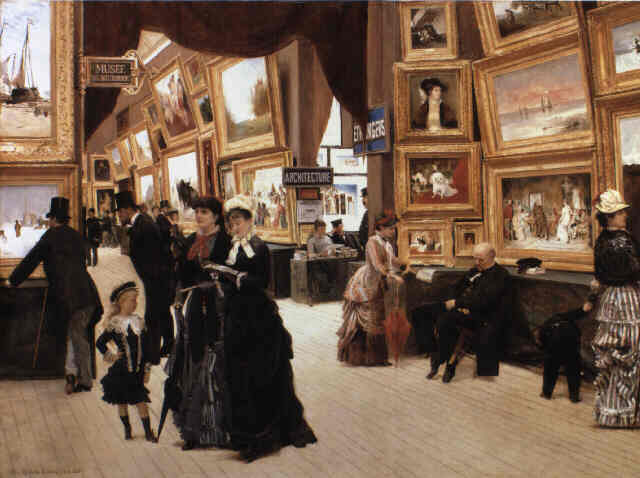
A kortárs festőművészek munkáit bemutató kiállítóhely, a párizsi Salon (Le Salon) Édouard Joseph Dantan festményén, 1880-ban

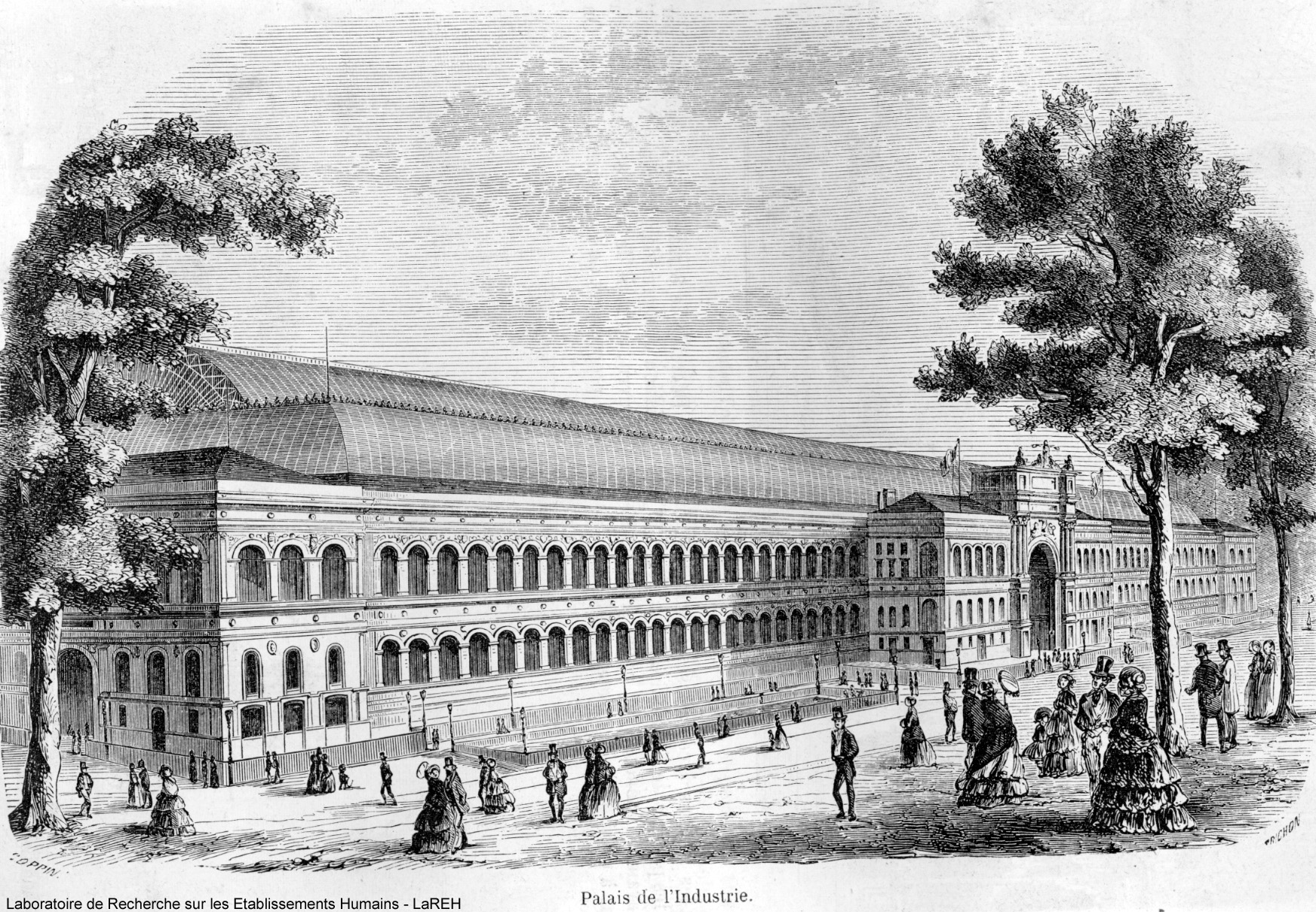
Palais de l'industrie, épült 1855-ben

A 19. század közepétől rendszeresen kiváló festőművészek, köztük Gustave Courbet, Édouard Manet műveit utasította vissza a Salon zsürije, ezért 1863-ban létrehozták a visszautasítottak salonját (Salon des Refusés). A közvélemény nyomására III. Napóleon elrendelte, hogy a visszautasított műveket a hivatalos Salon közelében, magában a de l'Industrie-ben állítsák ki.